# Nahor (fils de Terah)
 (septembre 2016).
Ne doit pas être confondu avec Nahor (fils de Seroug).
Nahor est un personnage de la Genèse. Il est le fils de Terah et le frère d'Abraham et de Haran. Il est l'époux de Milka, la fille de Haran et leurs fils sont Hus, Bouz, Qemuel (père d'Aram), Késed, Hazo, Pildash, Yidlaph et Betouel. Son fils premier-né appelé Hus a peut-être donné son nom au pays de Hus lieu de résidence de Job. Son deuxième fils appelé Bouz a pour descendant Élihou (le fils de Barakel le Bouzite) qui se met en colère contre Job et ses trois amis. 
Avec sa concubine Réuma, il engendre Tébah, Gaham, Tahash et Maaka.

## Source
- Genèse 11.29 : Abram et Nahor prirent femme; l'épouse d'Abram s'appelait Saraï et celle de Nahor, Milka, la fille de Haran.